# Sprue tropikalna
Sprue tropikalna (psyloza) – schorzenie przewodu pokarmowego prowadzące do zaburzeń wchłaniania substancji odżywczych, zwłaszcza witaminy B12 i kwasu foliowego. Zwana jest także biegunką koczińską (od miasta Koczin) lub cejlońskim zapaleniem jamy ustnej. Choroba została po raz pierwszy opisana w 1759 roku przez Williama Hillary'ego na Barbadosie.

## Epidemiologia
Schorzenie dotyczy jednej osoby na milion. Występuje głównie w strefie międzyzwrotnikowej w takich krajach jak: Indie, Haiti, Kuba, Portoryko, Dominikana (nie występuje w Afryce). W Polsce sporadycznie – głównie u osób, które przebywały przez dłuższy okres w wyżej wymienionych krajach.

## Etiopatogeneza
Przyczyna schorzenia jest nieznana. Prawdopodobnie w rozwoju sprue tropikalnej bierze udział kombinacja różnych czynników (infekcje, złe nawyki żywieniowe, zaburzenia autoimmunologiczne).

U chorych ściany jelita cienkiego, normalnie wyścielone kosmkami jelitowymi, są wygładzone utrudniając tym samym wchłanianie substancji odżywczych.

## Objawy
- biegunka, głównie o charakterze tłuszczowym
- ból brzucha
- nudności
- spadek wagi ciała
- podwyższona temperatura ciała

Charakteryzuje się także nawracającym zapaleniem języka i niedokrwistością.

## Rozpoznanie
Rozpoznanie stawia się głównie przez wykluczenie innych przyczyn przewlekłej biegunki u ludzi, którzy przez dłuższy okres przebywali w tropikach. W rozpoznaniu może pomóc badanie endoskopowe z pobraniem wycinka do badania histo-patologicznego.
Badania laboratoryjne wykazują hipoalbuminemię, hipokalcemię, niski poziom witamin rozpuszczalnych w tłuszczach – A, D, E, K, niedokrwistość.

## Leczenie
Antybiotyki przez 3–6 miesięcy oraz suplementacja kwasu foliowego i witaminy B12.

Choroba nawraca u około 20% ludzi.